# Власац
Власац је мезолитски археолошки локалитет, који припада култури Лепенског вира и датује се у 7 миленијум п. н. е. Налази се 13 km узводно од Доњег Милановца и 3 km низводно од локалитета Лепенски Вир, у непосредној близини Бољетина у општини Мајданпек у Борском округу.
Локалитет Власац је откривен приликом изградње хидроелектране Ђердап, 1970. године, када су на речној тераси пронађени предмети, облуци обојени окером, оруђе и оружје од кости и рога, који су могли да се повежу са културом Лепенског вира.
У културном слоју откривени су остаци станишта (47 објеката), 87 гробова,  као и и више од 35.000 различитих предмета.

## Станишта
Насеља у култури Лепенског вира подизана су на дунавским терасама, груписана су у зони од неколико километара. Архитектуру ове културе чине станишта у облику кружног исечка, елипсе, зарубљеног кружног исечка, троугла са заобљеним угловима. Зидови су укошени, односно кровови належу на основу. Станишта су шаторастог изгледа.
Насеља ове културе деле се на две групе:
- стална (базична)
- сезонска (транзитна)

За разлику од локалитета Лепенски вир, где су старија насеља сезонског, а млађа сталног карактера, на Власцу су старија насеља (Власац I) - стална, а млађа (Власац II и III) — сезонска.
На Власцу у насељу Iа откривена су четири објекта, трапезоидне или троугаоне основе, засечена у левкасто удубљење, тако да подсећају на земунице. Под је од здробљеног, добро набијеног кречњака, а елипсодино ватриште је укопано у здравицу и налази се непосредно крај улаза. Постоје трагови стубова носача, што доводи до претпоставке да је постојао кров »на две воде«.
У насељима која припадају Протолепенском виру и Лепенском виру Iа и Власцу Iб огњишта се налазе у осовини основе. Станишта су два пута већа него у претходној фази. Ватришта добијају ограду од кречњачких блокова и плоча. На локалитету Власац основе станишта прате ниски зидови од ломљеног камена о које се упире кровна конструкција. Ово је значајна новина, јер су ове камене ограде омогућиле подизање станишта на равном терену. У Власцу је познат и под од набијеног кречњака који се још јавља само на локалитету Лепенски вир.
У стамбеном хоризонту Власац II откривено је 15 станишта и 5 посебних огњишних конструкција, као и 5 основа шатора сезонског карактера, са платформама од кречњака. Претпоставља се да су ово била места за спавање. Истог карактера су и станишта на Власцу III. У овом слоју откривени су остаци 6 шатора, 4 огњишта на отвореном и 4 солидно грађена станишта.

## Некропола
На Власцу је откривено 84 гроба, што је више него на другим локалитетима ове културе (на Лепенском виру откривено је 82, а на Падини 37). 
У свим фазама покојници се сахрањују у оквиру насеља, најчешће око огњишта, у светилиштима или испод и у непосредној близини станишта.
Инхумација је најчешћи облик сахрањивања. Покојници су полагани у плитка удубљења, а ретко се јављају камене конструкције.
Оријентација тела је према станишту.
У Власцу Iа деца су сахрањивана у елипсоидним јамама које су засуте окером.
Једино се на локалитету Власац јавља и спаљивање и то само у неколико гробова од фазе I а.

## Налази са локалитета
- Нови налази са Власца и документација